# Enchelycore
Enchelycore es un género de morena de la familia Muraenidae.

## Especies
- Enchelycore anatina (Lowe, 1838)
- Enchelycore bayeri (Schultz, 1953)
- Enchelycore bikiniensis (Schultz, 1953)
- Enchelycore carychroa Böhlke & Böhlke, 1976
- Enchelycore kamara Böhlke & Böhlke, 1980
- Enchelycore lichenosa (Jordan & Snyder, 1901)
- Enchelycore nigricans (Bonnaterre, 1788)
- Enchelycore nycturanus Smith, 2002
- Enchelycore octaviana (Myers & Wade, 1941)
- Enchelycore pardalis (Temminck & Schlegel, 1846)
- Enchelycore ramosa (Griffin, 1926)
- Enchelycore schismatorhynchus (Bleeker, 1853)